# Myrsila auripennis
Myrsila auripennis is een vlinder uit de familie van de parelmotten (Glyphipterigidae). De wetenschappelijke naam van de soort is voor het eerst geldig gepubliceerd in 1875 door Boisduval.